# 対格
対格（たいかく、英: accusative case、羅: casus accusativus。略号 ACC）は、名詞がもつ格のひとつで、主格対格型言語の場合、他動詞の直接目的語を標識する場合に用いられる。目的格・業格と呼ばれることもある。ドイツ語では4格 (der vierte Fall) ということもある。
日本語の場合、「を」が該当する。また、多くの言語において対格は特定の前置詞の目的語としても用いられる。このとき、フランス語では代名詞の強勢形を使用する。現代ギリシャ語の対格は古典語にあった与格の意味も含まれていて、前置詞の後の名詞の多くが対格に変化する。
対格はインド・ヨーロッパ語族の多くの言語（ラテン語、サンスクリット語、ギリシャ語、ドイツ語、ロシア語など）、またセム語族の言語（アラビア語など）に存在する。
フィン語、エストニア語のようなフィン語族の言語では、直接目的語を標識する場合に、対格だけでなく分格 (partitive case) も用いられる。形態論では、いずれも対格としての働きを持つが、対格の名詞は動作的意味をもち、一方、分格の名詞は動作的な意味をもたないという相違がある。

## 日本語
現代日本語の対格を示す助詞「を」には、次のような用法がある。
- 直接目的語を表す。意味的には様々のものがある。「車を見かける」「車を壊す」「ご飯を作る」「小学生を教える」「英語を教える」
- ある種の移動の起点を表す。「家を出る」「大学を卒業する」
- 移動の経由地を表す。「高速道路を走る」「橋を渡る」「角を曲がる」

下二つの用法は、対格の典型的用法から区別する場合もある。

## 英語
現代英語は名詞の曲用を欠いている。即ち、格によって名詞の形が変わることがない。そのため、格を表すためには語順によって表す。例えば対格を表すには、名詞を動詞の後に置く。
ただし、かつて古英語期には名詞の曲用があり、その対格の名残が代名詞の一部に認められる。たとえば who の対格形は whom、he の対格形は him であり、これらの語尾 -m は印欧祖語の対格語尾にさかのぼることができる。これらの人称代名詞は、英語の与格代名詞の機能も持っており、斜格に分類されてもよいと思われる。現代の英語文法家のほとんどは、いくつかの代名詞に対格と与格が融合して残っている以外は曲用を失っているために、英語において両者を区別することはもはや妥当ではないとし、かわりに目的格 (objective) という用語を用いることがしばしばある。

### 実例
I see the car という文において、名詞句 the car は動詞 see の直接目的語である。英語では、格体系のほとんどを失っているため、定冠詞と名詞 "the car" は、その文法上の役割に関わらず同一の形式のままである。この the car という形を "The car is parked here." のように、文の主語として使うこともできる。

## ドイツ語
ドイツ語の冠詞には格変化があり、名詞も一部格変化を有している。一般に語尾変化のある言語では、冠詞や名詞、あるいはその両方の形態が、ある文中における文法上の役割に応じていくらか変化する。たとえば、ドイツ語では "the car" を主格（一格）では der Wagen というが、対格（四格）では den Wagen のように冠詞が変わることになる。ドイツ語では男性名詞につく定冠詞は対格で der から den に変わる。 
ドイツ語の前置詞には、目的語に対格を要求するものもある。たとえば bis, durch, entlang, für, gegen, ohne, um などである。
Morphosyntactic alignment（格配列）を参照のこと。

## ラテン語
ラテン語の対格の名詞は以下の用法をもつ。
- 直接目的語
- 継続的な時間を表す。例：multos annos「長年」、ducentos annos「200年間」。 これは継続時間の対格と呼ばれる。
- 対格で示された名詞への方向を表す。例：domum「家へ」、Romam「ローマへ」。この用法では、前置詞は不要である。これは 方向指示の対格と呼ばれる。
- 間接話法で。

対格変化については、ラテン語の格変化を参照されたい。

## ロシア語
ロシア語では、対格は行為の直接目的語を示す以外に、動作の到達先や目標を表すのにも使用される。前置詞と共に使用されることもある。たとえば、вやнаといった前置詞が対格と共に用いられた場合は、動作の到達先をあらわす。
- Я еду в Японию.（私は日本へ行く。）
- Я еду на почту на автобусе.（私はバスで郵便局へ行く。）

## エスペラント
エスペラントでは語尾に-nをつけることで名詞を対格として用いる。対格の用法としてはラテン語と同じく直接目的語を表す対格・方向を表す対格・継続期間を表す対格の3つがある。方向を表す対格の場合はしばしば場所を表す副詞に対格語尾-nを付けて表されることがある。
- 直接目的語: Mi donis horloĝon al vi. (私はあなたに時計をあげた。)
- 方向: Mi revenis hejmen. (私は家に帰った。)
- 期間: Mi kuris du horojn. (私は2時間走った。)

## アラビア語
アラビア語では語尾に-a（定冠詞がある時）または-an（不定の時）をつけることで名詞を対格として用いる。
- 直接目的語: .أسأل الرجلا（男に聞く。）
- 副詞: .أفهم الإنكليزية جيّدا（英語がよくわかります。）
- 否定: لا إله إلا الله.（シャハーダ：アッラーフ以外に神はなし。）